# Saison 1900
Saison 1900 is een Belgisch bier van hoge gisting.
Het bier wordt sinds 1982 gebrouwen in Brouwerij Lefebvre te Quenast.
Het is een koperkleurig bier met een alcoholpercentage van 5,2%, gebrouwen volgens de traditie van de Henegouwse saisonbieren.